# Сайво
Сайво (саамское sai’vâ (стар.), sáiva (соврем.)), или ситте — один из загробных миров саамов в их традиционных верованиях. Покойный ведёт счастливую жизнь в мире Сайво на берегу озера со своей семьёй и предками, они строят жилища, охотятся, ловят рыбу, и во всех отношениях живут так же, как это было на земле.
Среди финских саамов считалось, что находится мир Сайво под особым двойным дном озёр, соединён же с этим миром через отверстие на дне озера. Представляет собой Сайво тоже озера, только наоборот.
Места, где находится Сайво, были священными, и, считалось, являются источниками энергии, которые использовались шаманами. Когда шаман хотел войти в транс, он звал себе на помощь духов из мира Сайво, или Оленя-Сайво, Рыбу-Сайво и Птицу-Сайво.
Некоторые из озёр Лапландии названы Сайво-озерами (Saivojärviksi), потому что они, как полагают, находятся с обратной стороны Сайво.
Сайво следуют отличать от другого саамского потустороннего мира, yabme-aimo, который был связан с жертвами чёрных животных, и являлся менее приятным местом.